# Ronde van Italië 2014/Twintigste etappe
De twintigste etappe van de Ronde van Italië 2014 werd op 31 mei verreden. Het peloton begon in Maniago aan een bergrit van 167 kilometer die in Monte Zoncolan eindigde. 

## Verloop
Een kopgroep van negentien renners nam na acht kilometer de benen. De groep, met Maarten Tjallingii, Maxime Monfort, Dario Cataldo en Nicolas Roche, begon met acht minuten marge aan de Monte Zoncolan.
Een paar kilometer onder de top werd Francesco Bongiorno van de fiets geduwd door een al te enthousiaste supporter. De Italiaan, die samen met Michael Rogers de rest van de groep gelost had, kwam even tot stilstand. Rogers pakte een tiental meters en de etappe was beslist. De voor Tinkoff-Saxo uitkomende Australiër kon ongehinderd naar zijn tweede ritzege fietsen. Later ging ook Franco Pellizotti Bongiorno nog voorbij.
De klassementsrenners bleven op de Zoncolan lang bijeen. Dat kwam de Colombiaan Nairo Quintana goed uit, want aanvallen op zijn roze leiderstrui hadden niet al te veel om het lijf. Hij kwam samen met zijn grootste concurrent, zijn landgenoot Rigoberto Urán, over de streep. Zij finishten op bijna vijf minuten van de winnaar, maar ruim voor hun belagers. De Italiaan Fabio Aru bleef derde staan.
Belkin-troef Wilco Kelderman bleef in het spoor van zijn naaste concurrenten en kwam op een zevende plaats te staan. Die positie nam hij over van de Australiër Cadel Evans, die de dag met vier tellen voorsprong op Kelderman begonnen was.

## Uitslag
| Maniago - Monte Zoncolan (167 km) |                     |                         |          |
| Plaats                            | Naam                | Ploeg                   | Tijd     |
| Winnaar                           | Michael Rogers      | Tinkoff-Saxo            | 4u41'55" |
| 2                                 | Franco Pellizotti   | Androni Giocattoli      | +38"     |
| 3                                 | Francesco Bongiorno | Bardiani CSF            | +49"     |
| 4                                 | Nicolas Roche       | Tinkoff-Saxo            | +1'35"   |
| 5                                 | Brent Bookwalter    | BMC Racing Team         | +1'37"   |
| 6                                 | Robinson Chalapud   | Team Colombia           | +1'46"   |
| 7                                 | Georg Preidler      | Giant-Shimano           | +1'52"   |
| 8                                 | Maxime Monfort      | Lotto-Belisol           | +2'12"   |
| 9                                 | Dario Cataldo       | Sky ProCycling          | +2'24"   |
| 10                                | Simon Geschke       | Giant-Shimano           | +2'37"   |
|                                   |                     |                         |          |
| 20                                | Wout Poels          | Omega Pharma-Quick-Step | +4'59"   |

## Klassementen
| Algemeen klassement |                    |                         |           |
| Plaats              | Naam               | Ploeg                   | Tijd      |
| Roze trui           | Nairo Quintana     | Team Movistar           | 83u50'25" |
| 2                   | Rigoberto Urán     | Omega Pharma-Quick-Step | +3'07"    |
| 3                   | Fabio Aru          | Astana Pro Team         | +4'04"    |
| 4                   | Pierre Rolland     | Team Europcar           | +5'46"    |
| 5                   | Domenico Pozzovivo | AG2R La Mondiale        | +6'41"    |
| 6                   | Rafał Majka        | Tinkoff-Saxo            | +7'13"    |
| 7                   | Wilco Kelderman    | Belkin Pro Cycling      | +11'09"   |
| 8                   | Cadel Evans        | BMC Racing Team         | +12'00"   |
| 9                   | Ryder Hesjedal     | Garmin Sharp            | +13'35"   |
| 10                  | Robert Kišerlovski | Trek Factory Racing     | +15'49"   |
|                     |                    |                         |           |
| 14                  | Maxime Monfort     | Lotto-Belisol           | +28'36"   |

| Puntenklassement |                 |                     |        |
| Plaats           | Naam            | Ploeg               | Punten |
| Rode trui        | Nacer Bouhanni  | FDJ.fr              | 251    |
| 2                | Giacomo Nizzolo | Trek Factory Racing | 225    |
| 3                | Elia Viviani    | Cannondale          | 173    |
|                  |                 |                     |        |
| 8                | Tim Wellens     | Lotto-Belisol       | 94     |
| 11               | Wilco Kelderman | Belkin Pro Cycling  | 78     |

| Bergklassment |                  |                     |        |
| Plaats        | Naam             | Ploeg               | Punten |
| Blauwe trui   | Julián Arredondo | Trek Factory Racing | 173    |
| 2             | Dario Cataldo    | Sky ProCycling      | 132    |
| 3             | Nairo Quintana   | Team Movistar       | 88     |
|               |                  |                     |        |
| 4             | Tim Wellens      | Lotto-Belisol       | 79     |
| 20            | Wilco Kelderman  | Belkin Pro Cycling  | 25     |

| Jongerenklassement |                 |                    |           |
| Plaats             | Naam            | Ploeg              | Tijd      |
| Witte trui         | Nairo Quintana  | Team Movistar      | 83u50'25" |
| 2                  | Fabio Aru       | Astana Pro Team    | +4'04"    |
| 3                  | Rafał Majka     | Tinkoff-Saxo       | +7'13"    |
|                    |                 |                    |           |
| 4                  | Wilco Kelderman | Belkin Pro Cycling | +11'09"   |
| 13                 | Tim Wellens     | Lotto-Belisol      | +2u10'33" |

| Ploegenklassement |                         |            |
| Plaats            | Ploeg                   | Tijd       |
|                   | AG2R La Mondiale        | 251u19'01" |
| 2                 | Omega Pharma-Quick-Step | +19'23"    |
| 3                 | Tinkoff-Saxo            | +26'54"    |
|                   |                         |            |
| 12                | Belkin Pro Cycling      | +2u40'24"  |

1e etappe ·
2e etappe ·
3e etappe ·
4e etappe ·
5e etappe ·
6e etappe ·
7e etappe ·
8e etappe ·
9e etappe ·
10e etappe ·
11e etappe ·
12e etappe ·
13e etappe ·
14e etappe ·
15e etappe ·
16e etappe ·
17e etappe ·
18e etappe ·
19e etappe ·
20e etappe ·
21e etappe
Startlijst · Eindstanden · Afbeeldingen